# Адам Дейвіс
Адам Дейвіс (англ. Adam Davies, нар. 17 липня 1992, Рінтельн) — валлійський футболіст, воротар англійського клубу «Шеффілд Юнайтед» та національної збірної Уельсу.

## Клубна кар'єра
Народився 17 липня 1992 року в німецькому місті Рінтельн, де в той час його батько проходив службу у збройних силах Великої Британії. Згодом сім'я повернулась до Британії і оселилась у місті Воррінгтон. 
З 14 років Дейвіс займався футболом в академії «Евертона», виступав за юнацькі та резервну команди, але до першої так і не потрапив, залишився клуб по завершенні сезону 2011/12. Натомість Адам став гравцем клубу «Шеффілд Венсдей», де став дублером основного воротаря Кріса Кіркленда і неодноразово потрапляв до заявки на матчі Чемпіоншипу, але так за першу команду і не дебютував, покинувши її у травні 2014 року.

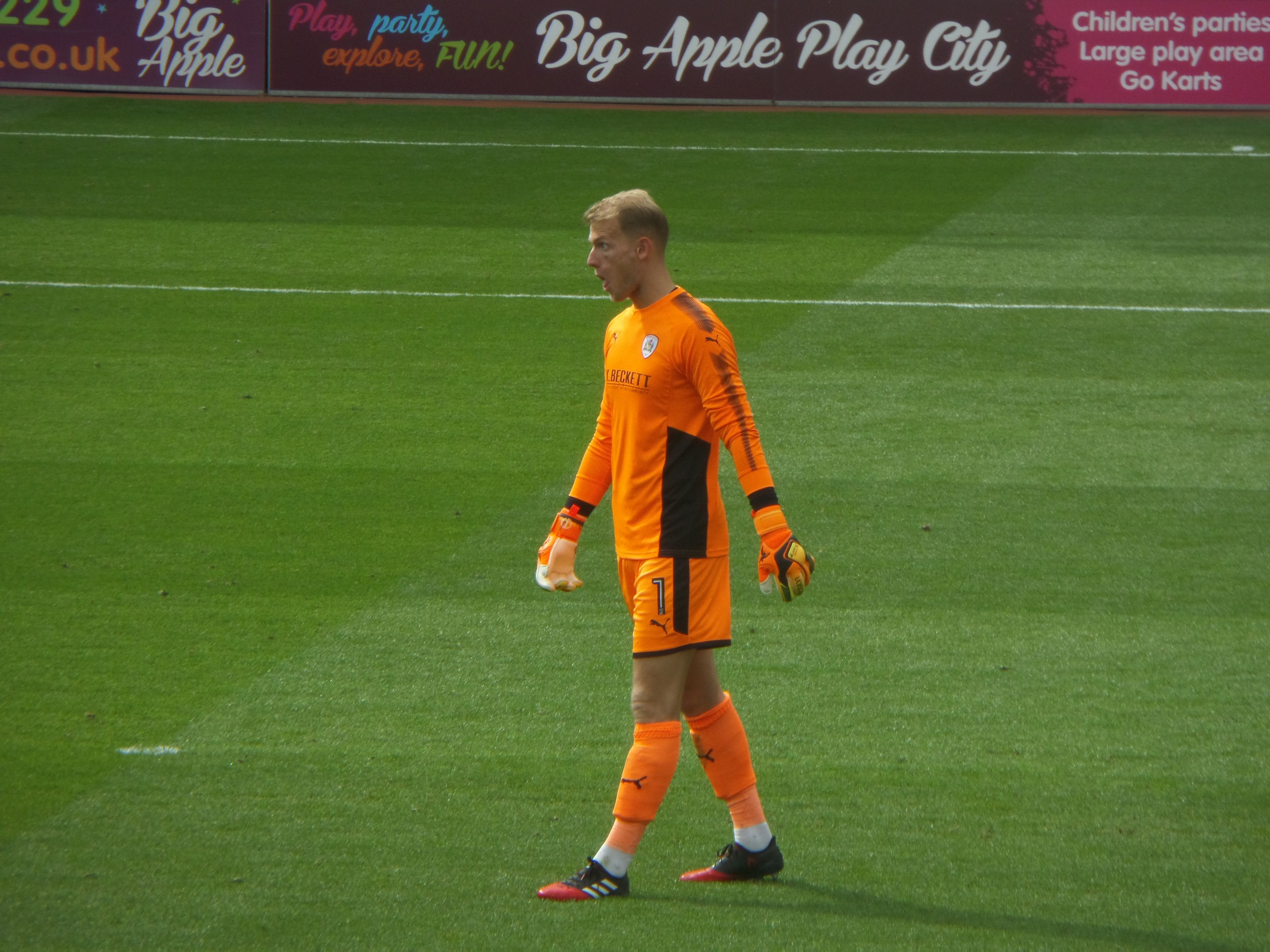
Адам Дейвіс під час виступів за «Барнслі». 2017 рік.

13 червня 2014 року Дейвіс став гравцем клубу Першої англійської ліги «Барнслі», підписавши дворічний контракт. У клубі з однойменного міста Дейвіс провів наступні п'ять сезонів своєї ігрової кар'єри і більшість часу, проведеного у складі «Барнслі», був основним голкіпером команди, зігравши понад 200 ігор в усіх турнірах і вигравши з командою Трофей Футбольної ліги у 2016 році.
25 червня 2019 року воротар перейшов у клуб Чемпіоншипа «Сток Сіті». Там у першому сезоні Дейвіс був дублером Джека Батленда і на поле виходив нечасто, але після його уходу з сезону 2020/21 став основним воротарем команди. 27 жовтня 2020 року Адам отримав серйозну травму коліна, через яку опинився поза грою на тривалий час і його підміняв Ангус Ганн, але повернувшись на поле в березні 2021 року знову став основним голкіпером «гончарів». Станом на 4 червня 2021 року відіграв за команду з міста Сток-он-Трент 21 матч в національному чемпіонаті.

## Виступи за збірну
У жовтні 2016 року Дейвіс вперше був викликаний до національної збірної Уельсу на матчі кваліфікації до чемпіонату світу 2018 року проти Австрії та Грузії, але дебютував в офіційних матчах за збірну лише 20 березня 2019 року в товариській грі проти Тринідаду і Тобаго (1:0), вийшовши у перерві замість Денні Ворда. Другий матч провів 14 жовтня 2020 року в грі Ліги націй УЄФА проти Болгарії (1:0) в Софії, замінивши на 79 хвилині травмованого Вейна Геннессі.
У кінці травня 2021 року Дейвіса включили до складу збірної Уельсу для участі в чемпіонаті Європи.
| Дата       | Місто   | Господарі | Результат | Гості             | Турнір                               | Голи | Примітки |
| ---------- | ------- | --------- | --------- | ----------------- | ------------------------------------ | ---- | -------- |
| 20-3-2019  | Рексем  | Уельс     | 1 – 0     | Тринідад і Тобаго | товариський матч                     | -    | 46'      |
| 14-10-2020 | Софія   | Болгарія  | 0 – 1     | Уельс             | Ліга націй УЄФА 2020-2021 - 1-й етап | -    | 79'      |
| 29-3-2022  | Кардіфф | Уельс     | 1 – 1     | Чехія             | товариський матч                     | -    | 60'      |
| 8-6-2022   | Кардіфф | Уельс     | 1 – 2     | Нідерланди        | Ліга націй УЄФА 2022-2023 - 1-й етап | -2   | 46'      |
| Усього     |         | Матчів    | 4         |                   | Голів                                | -2   |          |